# José María Barreda
José María Barreda Fontes (ur. 4 lutego 1953 w Ciudad Real) – hiszpański polityk, nauczyciel akademicki i samorządowiec, działacz Hiszpańskiej Socjalistycznej Partii Robotniczej (PSOE), parlamentarzysta, w latach 2004–2011 prezydent Kastylii-La Manchy.

## Życiorys
Absolwent studiów humanistycznych, doktoryzował się na Uniwersytecie Complutense w Madrycie w zakresie geografii i historii. Pracował jako nauczyciel akademicki, zajmował stanowisko profesora historii najnowszej na Universidad de Castilla-La Mancha.
Zaangażował się w działalność polityczną w ramach Hiszpańskiej Socjalistycznej Partii Robotniczej. W 1983 wszedł w skład władz miejskich w Ciudad Real. W tym samym roku został członkiem rządu regionalnego Kastylii-La Manchy. Odpowiadał w nim za edukację i kulturę (do 1987), następnie za kwestie instytucjonalne (do 1988), po czym do 1989 był wiceprzewodniczącym tego gremium. Od 1987 wybierany na posła do parlamentu wspólnoty autonomicznej. W latach 1989–1991 z ramienia regionalnych kortezów zasiadał w hiszpańskim Senacie. Następnie do 1997 był przewodniczącym parlamentu Kastylii-La Manchy. Zrezygnował w związku z objęciem funkcji sekretarza generalnego PSOE w tej wspólnocie autonomicznej. Od 1999 ponownie zajmował stanowisko wiceprzewodniczącego rządu regionalnego.
W kwietniu 2004 zastąpił powołanego w skład rządu José Bono Martíneza na stanowisku prezydenta Kastylii-La Manchy. Uzyskał reelekcję po wyborach regionalnych w 2007. Urząd ten sprawował do czerwca 2011, zastąpiła go wówczas María Dolores de Cospedal z Partii Ludowej.
W tym samym roku José María Barreda z powodzeniem kandydował do Kongresu Deputowanych X kadencji. Mandat poselski utrzymywał również w wyborach w 2015 i 2016.